# Rio Dronne
O rio Dronne (em occitano:  Drona) é um rio do sudoeste da França. É afluente do rio Isle pela margem direita, e portanto sub-afluente do rio Dordonha.  Nasce no noroeste do Maciço Central, a leste de Châlus (a sudoeste de Limoges) a 510 m de altitude. Tem 201 km de comprimento e o seu percurso passa pelos seguintes departamentos e comunas:
- Alto Vienne (87) : Bussière-Galant
- Dordonha (24) : Saint-Pardoux-la-Rivière, Champagnac-de-Belair, Brantôme, Bourdeilles, Mialet, Tocane-Saint-Apre, Ribérac, Saint-Aulaye, La Roche-Chalais
- Carântono (16) : Aubeterre-sur-Dronne
- Carântono-Marítimo (17) : Saint-Aigulin
- Gironda (33) : Les Églisottes-et-Chalaures, Coutras

A sua confluência com o rio Isle dá-se em Coutras. Entre os seus afluentes estão os rios Lizonne e Côle.

## Ligações externas

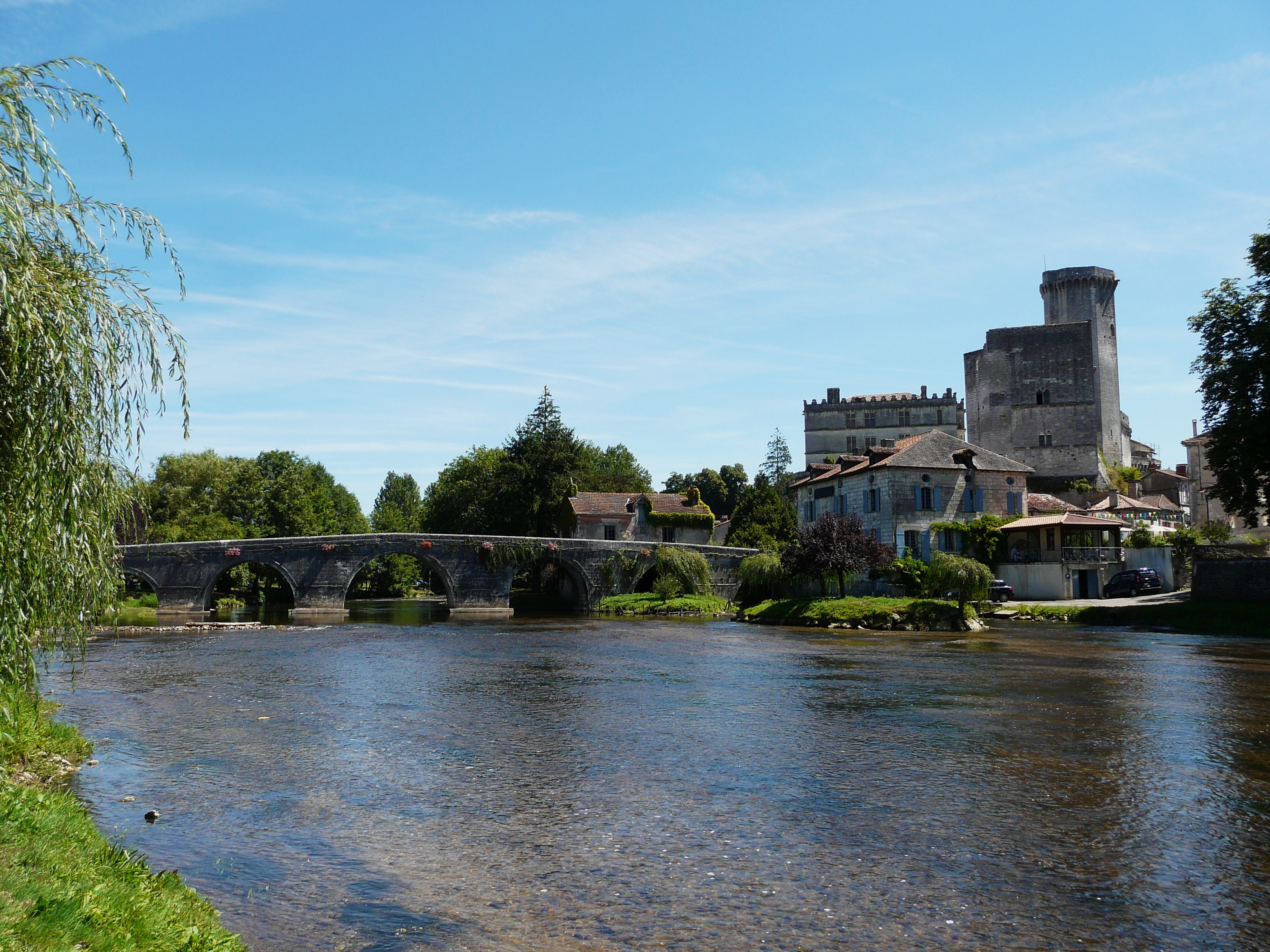
O rio Dronne em Bourdeilles.